# HMS P311
Le HMS P311 est un sous-marin de la Royal Navy, appartenant à la classe T, entré en service en août 1942 et coulé pendant sa première mission en janvier 1943 au large de l'île de Tavolara.

## Histoire
Le HMS P-311 a été construit à Barrow-in-Furness, dans les chantiers navals de Vickers Armstrong. Commandé le 25 avril 1941, il fut lancé le 5 mars 1942 et est entré en service le 7 août 1942, sous le commandement du Lieutenant commander R.D. Cayley. Contrairement à son sister-ship, le HMS Trespasser, le P-311 n'a jamais été baptisé, même si le gouvernement nommait tous ses sous-marins afin de mieux les distinguer des U-boot allemands. Le P311 aurait dû s'appeler HMS Toutankhamon, mais le navire a été perdu avant de recevoir son nom.
Après la fin de ses essais en mer, le P311 a été affecté en Méditerranée avec les submersibles HMS Trooper et HMS Thetis, en entrant en service dans la 10e flottille basée à Malte.
En décembre 1942 fut lancée l'Operation Principal. La cible était les croiseurs lourds italiens, le Gorizia et le Trieste, ancrés à la base navale de La Maddalena. Le 29 décembre, faisant route vers La Maddalena, le torpilleur italien Partenope repéra et attaqua le P311, mais le sous-marin réussira à s'échapper de l'attaque. Entre le 30 décembre 1942 et le 8 janvier 1943, le P311 disparut corps et biens, probablement touché par une mine. Il a été rayé des listes le 8 janvier 1943, n'étant toujours pas rentré à la base.
L'épave a été trouvée 73 ans plus tard, en mai 2016, extrêmement bien conservée, au large de la côte de Olbia, non loin de l'île de Tavolara, à plus de 90 mètres de profondeur. La proue du navire montre des dommages causé par une explosion, ce qui suggère que la cabine intérieure est intacte. Il aurait probablement coulé avec de l'air à l'intérieur, ce qui signifie alors que l'équipage serait décédé d'une privation d'oxygène.

## Commandants
- Lieutenant commander (Lt.Cdr.) Richard Douglas Cayley (RN) du 8 juin 1942 au 8 janvier 1943